# Cyklodextrin
Cyklodextriny (cyklické dextriny) jsou cyklické oligosacharidy vzniklé spojením šesti až osmi glukózových zbytků do prstence. Poprvé byly izolovány již v 19. století jako produkty enzymatické degradace škrobu.
Poté, co byla postulována cyklická struktura „celulosinu“, začaly přitahovat pozornost svými neobvyklými schopnostmi. Nativní cyklodextriny byly chemicky modifikovány, aby bylo dosaženo lepších komplexačních a nebo katalytických vlastností a aby byla zvýšena jejich rozpustnost.

## Typy
Základní typy
- α-cyklodextrin: šest glukózových zbytků v kruhu
- β-cyklodextrin: sedm glukózových zbytků v kruhu
- γ-cyklodextrin: osm glukózových zbytků v kruhu

## Využití
Cyklodextriny mají široké uplatnění v kosmetickém průmyslu, například jako složka tzv. "Linie A".